# Juliet Landau
Juliet Rose Landau (Los Angeles, 30 marzo 1965) è un'attrice e doppiatrice statunitense conosciuta principalmente per aver recitato nel ruolo di Loretta King nel film di Tim Burton Ed Wood e per aver interpretato Drusilla nelle serie televisive Buffy l'ammazzavampiri e Angel.

## Carriera
Figlia degli attori Martin Landau e Barbara Bain, la carriera di Juliet inizia nel 1990 recitando in alcune scene del film Alza il volume successivamente cancellate in fase di montaggio. Dopo aver recitato in un altro paio di film, nel 1994 ottiene uno dei ruoli per cui è maggiormente conosciuta dal grande pubblico, ossia quello di Loretta King nel film Ed Wood di Tim Burton, in cui recita accanto a Johnny Depp e Sarah Jessica Parker, oltre che al padre Martin. L'anno successivo recita insieme con Whoopi Goldberg nel film T-Rex - Il mio amico Dino.
Nel 1997 entra a far parte del cast della serie televisiva Buffy l'ammazzavampiri nel ruolo di Drusilla. Ha recitato nella serie fino al 2003 per un totale di diciassette episodi. Tra il 2000 e il 2004 ha inoltre recitato nello stesso ruolo anche nello spin-off di Buffy Angel per un totale di sette episodi. Nel 2004 ha recitato nel ruolo della protagonista Julia Cunningham nel film horror La casa dei massacri diretto da Tobe Hooper, nel 2005 è invece apparsa nei film Fatal Reunion e Going Shopping. Juliet è apparsa come guest star nelle serie televisive Parker Lewis, Millennium, Nikita e Squadra Med - Il coraggio delle donne.
Oltre a essere attrice la Landau è anche doppiatrice. Ha doppiato il personaggio di Tala in sette episodi della serie animata Justice League Unlimited tra il 2005 e il 2006 e ha doppiato alcuni personaggi di Ben 10 - Forza aliena tra il 2008 e il 2010. Nel 2009 ha prestato la sua voce a Labella nel film d'animazione Lanterna Verde - Prima missione. Ha inoltre doppiato le Sorelline, personaggi del videogioco BioShock (2007). Nel 2009 ha avuto la sua prima esperienza da regista, dirigendo un breve documentario su Gary Oldman intitolato Take Flight: Gary Oldman Directs Chutzpah.
Durante la sua carriera da attrice è stata attiva anche in ambito teatrale. Tra le opere in cui ha recitato troviamo Awake and Sing al Pittsburgh Public Theater, la première di Failure of Nerve, Uncommon Women and Others, The Pushcart Peddlers, Billy Irish, We're Talking Today Here e i musical How To Steal An Election e The Songs Of War scritto da Murray Shisgal. Ha inoltre recitato nel ruolo di Natasha in una lettura di The Three Sisters messa in atto da Al Pacino all'Actors Studio. Nel 2009 ha collaborato con Brian Lynch della IDW Publishing alla scrittura di due numeri della serie a fumetti Angel: After the Fall. Questi due numeri hanno come protagonista Drusilla il personaggio che aveva interpretato in Buffy l'ammazzavampiri e Angel.

## Filmografia parziale

### Attrice

#### Cinema
- Alza il volume (Pump Up the Volume), regia di Allan Moyle (1990) – scene cancellate
- Rischiose abitudini (The Grifters), regia di Stephen Frears (1990) – non accreditata
- Anno 2053 - La grande fuga (Neon City), regia di Monte Markham (1991)
- Colpo perfetto (Direct Hit), regia di Joseph Merhi e Paul G. Volk (1994)
- Ed Wood, regia di Tim Burton (1994)
- T-Rex - Il mio amico Dino (Theodore Rex), regia di Jonathan R. Betuel (1995)
- Ravager, regia di James D. Deck (1997)
- Carlo's Wake, regia di Mike Valerio (1999)
- Life Among the Cannibals, regia di Harry Bromley Davenport (1999)
- Freedom Park, regia di John Cassini – cortometraggio (2001)
- Repossessed, regia di John Coven – cortometraggio (2002)
- La casa dei massacri (Toolbox Murders), regia di Tobe Hooper (2004)
- Fatal Reunion, regia di George Erschbamer (2005)
- Going Shopping, regia di Henry Jaglom (2005)
- Hack!, regia di Matt Flynn (2007)
- Haunted Echoes, regia di Harry Bromley Davenport (2008)
- The Yellow Wallpaper, regia di Logan Thomas (2011)
- Monster Mutt, regia di Todd Tucker (2011)
- The Bronx Bull, regia di Martin Guigui (2016)

#### Televisione
- Parker Lewis (Parker Lewis Can't Lose) – serie TV, episodio 2x20 (1992)
- Buffy l'ammazzavampiri (Buffy the Vampire Slayer) – serie TV, 17 episodi (1997-2003)
- Millennium – serie TV, episodio 3x15 (1999)
- Nikita (La Femme Nikita) – serie TV, episodio 3x15 (1999)
- Angel – serie TV, 7 episodi (2000-2004)
- Squadra Med - Il coraggio delle donne (Strong Medicine) – serie TV, episodio 4x17 (2003)
- Criminal Minds – serie TV, episodio 7x19 (2012)
- Bosch – serie TV, 4 episodi (2019)

### Doppiatrice
- Justice League Unlimited – serie animata, 7 episodi (2005-2006)
- BioShock – videogioco (2007)
- Ben 10 - Forza aliena (Ben 10: Alien Force) – serie animata, 5 episodi (2008-2010)
- Lanterna Verde - Prima missione (Green Lantern: First Flight), regia di Lauren Montgomery (2009)
- Ben 10 Alien Force - Vilgax Attacks – videogioco (2009)
- BioShock 2 – videogioco (2010)
- Ben 10: Ultimate Alien – serie animata, episodio 2x03 (2011)

## Doppiatrici italiane
Nelle versioni in italiano dei suoi lavori, Juliet Landau è stata doppiata da:
- Daniela Abbruzzese in Bosch, Bosch: L'eredità
- Sabrina Duranti in Millennium
- Marta Altinier in Angel
- Georgia Lepore in Criminal Minds

Da doppiatrice è stata sostituita da:
- Cecilia Fanfani in Bioshock